# Twierdza Nysa

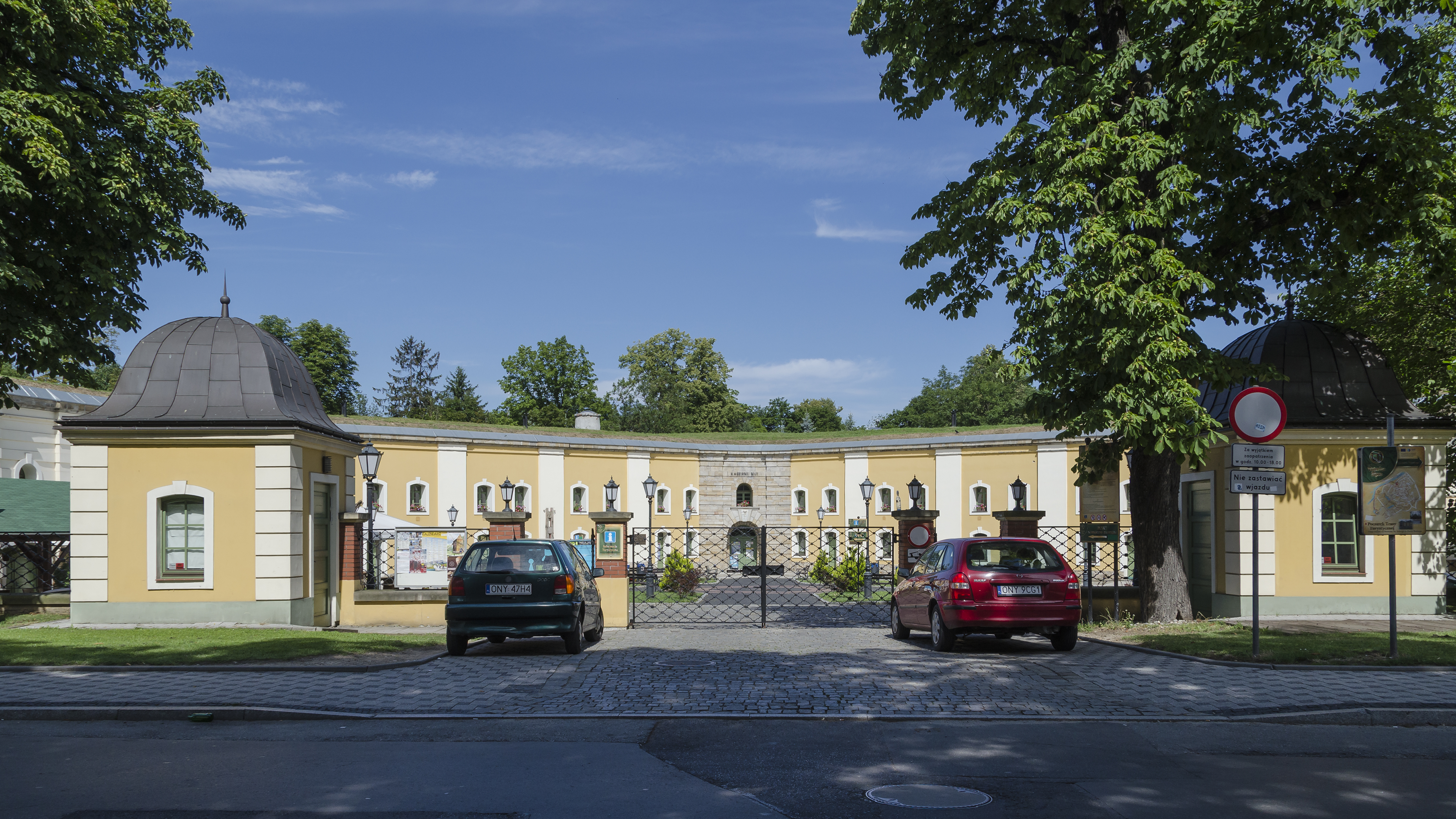
Wejście do bastionu św. Jadwigi

Twierdza Nysa (niem. Festung Neiße / Festung Neisse) – jeden z najlepiej zachowanych na Śląsku systemów fortyfikacji (obok twierdzy w Kłodzku i Srebrnej Góry). Pozostałości umocnień można ocenić na 50–60% stanu istniejącego na początku XX wieku. Większość obiektów powstała w XVIII wieku, a w XIX wieku przeprowadzono proces ich modernizacji. Obiekty Twierdzy zajmują łącznie około 80 ha i znajdują się na nieruchomościach o łącznej powierzchni około 230 ha.

## Fortyfikacje średniowieczne
W drugiej połowie XIII wieku powstały pierwsze fortyfikacje drewniano-ziemne otaczające Nysę. Uległy one całkowitemu zniszczeniu w 1284 roku podczas konfliktu między biskupem Tomaszem II a księciem wrocławskim
Henrykiem IV Probusem. Odbudowano je sześć lat później.
Już przed 1259 rokiem w obrębie najstarszych fortyfikacji miejskich znajdował się
dwór biskupi, oddzielony od miasta odnogą rzeki
Białej Głuchołaskiej, spełniającą rolę fosy, wspólnej dla miasta i rezydencji biskupiej. W bliżej nieokreślonym czasie dworowi temu
nadano charakter obronny, poprzez otoczenie go umocnieniami sprzężonymi z fortyfikacjami miejskimi. Od 1282 roku miejscowa siedziba władz biskupich była już określana jako
zamek.
Pierwsze mury otaczające główną część Nysy (Nowe Miasto) powstały w drugiej połowie XIV wieku w czasach biskupa Przecława z Pogorzeli. Tworzyły one zamknięty obwód kształtem zbliżony do czworoboku, o zaokrąglonych narożach, z licznymi basztami. Dodatkowe zabezpieczenie stanowiło przedmurze (w niektórych miejscach nawet podwójne). Całość fortyfikacji otaczała fosa, zasilana przez rzeki
Nysę Kłodzką i Białą Głuchołaską, płynące wówczas w tym miejscu niemal równolegle. Komunikacja z miastem odbywała się przez mosty, prawdopodobnie
zwodzone. Wszystkie bramy miejskie (Wrocławska na północy, Ziębicka na zachodzie, Bracka po stronie południowo-zachodniej i Celna na południu) wyposażone zostały w wysokie wieże obronne.
Obszar średniowiecznego tzw. Starego Miasta (dzisiejsza dzielnica Średnia Wieś), o luźniejszej zabudowie i nieregularnym układzie przestrzennym, był wówczas otoczony odrębnymi fortyfikacjami, zapewne w formie wału ziemnego z częstokołem.
Mury miejskie Nysy dobrze zdały egzamin w okresie wojen husyckich, ratując miasto i jego mieszkańców przed najeźdźcami, których łupem padło w tym czasie wiele innych miast śląskich. W marcu 1428 r. dowodzeni przez Prokopa husyci zwyciężyli w bitwie z wojskami biskupa wrocławskiego Konrada i jego sojuszników. Z łatwością zdobyli słabo ufortyfikowane Stare Miasto, plądrując je i paląc doszczętnie. Nie udało im się jednak wtargnąć do otoczonego murami Nowego Miasta, aczkolwiek wyrządzili mu oni znaczne szkody poprzez ostrzał z dział.
W XVI wieku, w związku z zagrożeniem tureckim, przeprowadzono modernizację murów miejskich, budując dodatkowe basteje w przedmurzu. Wieża Bramy Wrocławskiej otrzymała wówczas nadbudowę ze strzelnicami artyleryjskimi. W 1596 r. lub nieco wcześniej wzniesiono bramę św. Jakuba na Przedmieściu Wrocławskim, zwaną później Bramą Krowią.
Obronne walory średniowiecznych murów miejskich doceniano jeszcze w początkach
XVIII wieku. Zostały one wówczas ponownie wyremontowane, mimo że miasto było już otoczone nowożytnymi fortyfikacjami bastionowymi.
Mury miejskie Nysy niemal całkowicie rozebrano w drugiej połowie XIX w. i pierwszych latach XX w. Zachowały się jednak niektóre elementy średniowiecznego systemu obronnego, stanowiące wymowną ilustrację dawnej potęgi i świetności miasta. Najbardziej okazale prezentują się dwie wysokie wieże, stanowiące w przeszłości obronę bram miejskich: Ziębickiej i Wrocławskiej.

## Pierwsze nowożytne systemy obronne
Pierwsze fortyfikacje w okresie nowożytnym powstały pod koniec XVI wieku – w 1594, kiedy miasto znajdowało się w granicach Królestwa Czech (będącego w rękach Habsburgów). Zaprojektował je Johanes Schneider z Lindau (Bodensee) na prośbę ówczesnego biskupa wrocławskiego, Andreasa von Jerin. W 1643 umocnienia te zaczęto przebudowywać według szkoły staroholenderskiej – kładziono nacisk na system obrony skrzydłowej. Dobudowano nowe obiekty, zwiększono ilość bastionów (do 10), a całe miasto otoczono wałem i fosą wodną. Po obwałowaniu nad przeciwskarpą biegła ukryta droga wewnętrzna. Prace modernizacyjne trwały do początku XVIII wieku.
Z tego okresu zachował się do dzisiaj bastion św. Jadwigi (Bastei der Hl.Hedwig) przy ulicy Piastowskiej, wielokrotnie przebudowywany i modernizowany w późniejszych okresach.

## Fortyfikacje pruskie i niemieckie
Umocnienia habsburskie Nysy miały wiele wad i w 1741 zostały zdobyte przez armię pruską podczas drugiego oblężenia (pierwsze zakończyło się niepowodzeniem). W wyniku traktatu pokojowego Nysa stała się miastem pruskim, położonym w bezpośredniej bliskości granicy z państwem Habsburgów. Doceniając jej strategiczne położenie król Fryderyk II postanowił uczynić z miasta twierdzę – obóz warowny, która miała strzec nowej prowincji śląskiej na odcinku od Bramy Morawskiej do Gór Złotych.

### XVIII wiek
Holenderski inżynier Cornelius von Walrawe, pod nadzorem samego króla, przebudował fortyfikacje otaczające miasto – tzw. Obwałowania Dolne. Jednocześnie wybudowano obwarowanie górne (Forty Górne) na drugim brzegu rzeki – powstał w ten sposób nowy obóz wojskowy pod nazwą Friedrichsstadt (określany długo jako samodzielne miasto; dzisiaj dzielnica Radoszyn). Przy obu brzegach rzeki wzniesiono reduty – Kardynalską i Kapucyńską.
Rozbudowano górne obwałowania o oba boczne skrzydła, powstała także nowa samodzielna cytadela – Fort Prusy (Fort Preussen) wraz z pasami obwałowań, tzw. Jerozolimskimi wewnętrznymi. Od Fortu Prusy biegła sucha fosa. Wybudowano także drugi fort – Fort Wodny (Wasserfestung). Prace te były prowadzone w latach 1742–1756. O ich skuteczności świadczy fakt, że w 1758 oblegające Nysę wojska austriackie nie zdołały zdobyć twierdzy, mimo prowadzonego ciężkiego bombardowania.
W latach 1767–1791 zbudowano Obwałowania Jerozolimskie zewnętrzne według projektu architektów Lefevre’a i von Castillona. Zmodernizowano też Fort Prusy – rozbudowano m.in. chodniki przeciwminowe i wzniesiono trzy flesze. Ostatnim etapem była budowa tzw. Obwałowań Wysokich.
Zastosowane rozwiązania były bardzo nowoczesne (w razie potrzeby istniała nawet możliwość zatopienia miasta), o kilkadziesiąt lat wyprzedzające swoje czasy.

### XIX wiek

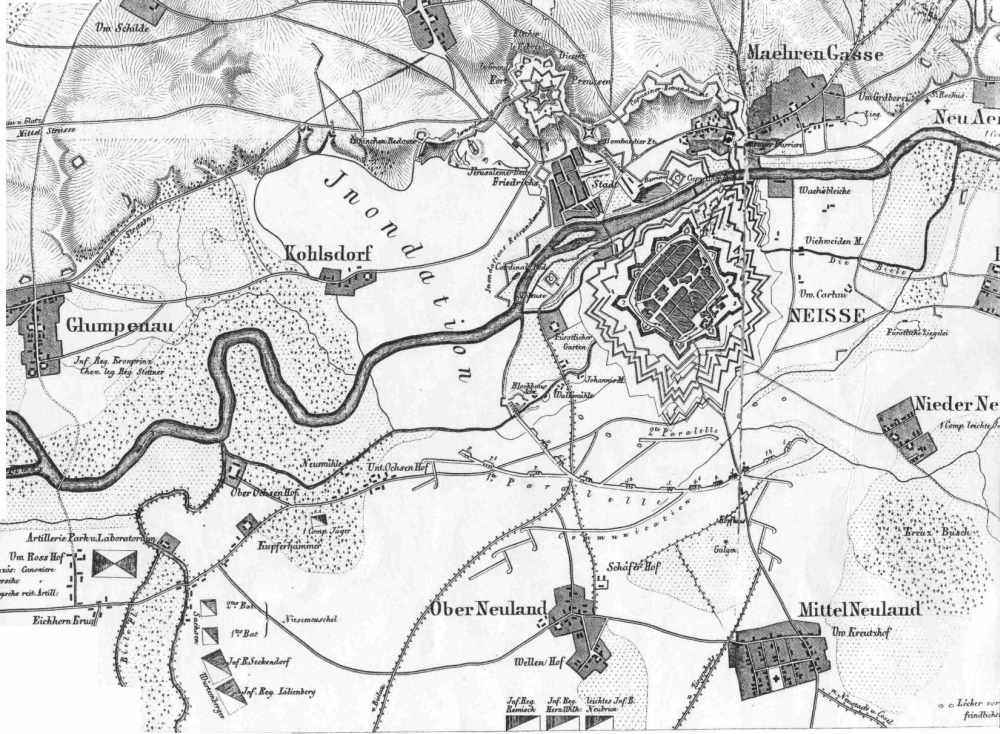
Plany Twierdzy Nysa i okolic w 1807

Na początku 19. stulecia Nysa była jedną z najlepszych fortec w Europie, o czym przekonały się wojska napoleońskie w 1807, które przez 114 dni oblegały miasto. Przez ten okres trwał intensywny ostrzał przez ciężką artylerię (w mieście ocalało tylko 5 domów), a i tak dopiero brak nadziei na odsiecz oraz kończąca się amunicja i żywność zmusiły obrońców do kapitulacji. Podpisano ją 3 czerwca 1807. Przejęcie twierdzy przez oblegających nastąpiło 16 czerwca 1807.
Po wojnach napoleońskich, w latach 1809–1812 wykonano naprawę uszkodzeń w budowlach ziemnych i murowanych, w latach 1839–1849 wykonano drobne  przebudowy.
W II połowie XIX wieku przeprowadzono prace, które zmieniły ją w twierdzę w stylu nowopruskim (w odróżnieniu od staropruskiego, jakim określa się twierdzę z XVIII wieku).
W latach 1865–1888 rozbudowano na przedpolu forty (I-III, A-C) oraz zmodernizowano Obwałowania Wysokie. Powstał też nowy zespół kolejowy (Obwałowania Kolejowe). Przebudowano także Fort Prusy – zyskał postać czworobocznej lunety, otoczonej wałami ziemnymi, zamkniętej wałem szyjowym.

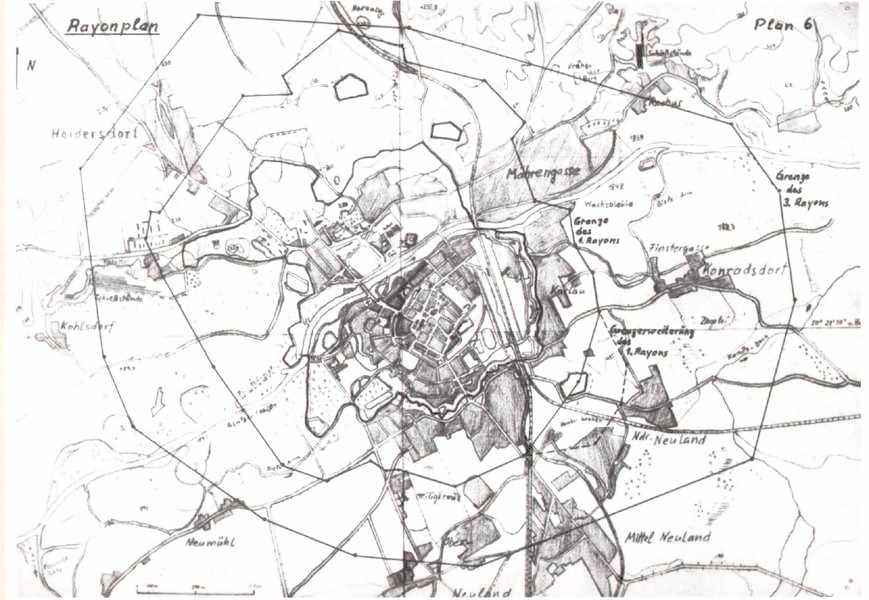
Plan Nysy z 1890

Mimo tego twierdza stawała się przestarzała (m.in. z powodu powszechnego zastosowania skuteczniejszych dział z gwintowanymi lufami). Zaczął się proces jej stopniowej likwidacji i przejmowania na cele cywilne – początkowo na potrzeby nowej miejskiej gazowni.
Rozporządzenie z 1889 r. przewidywało całkowite rozbrojenie twierdzy. W 1895 zlikwidowano w Nysie główny odwach, w 1903 miasto straciło status twierdzy i zaczęło się jeszcze intensywniejsze adaptowanie konstrukcji na inne cele (magazyny i więzienia) oraz wyburzanie.

### XX wiek
W 1910 wybudowano kasyno oficerskie w reducie Kapucyńskiej. W tym samym roku przekształcono Fort Wodny na magazyn amunicji, a w 1914 Fort Prusy na magazyn sprzętu wojskowego. W reducie Jerozolimskiej mieściła się izolatka wojskowego szpitala rezerwy.
W okresie I wojny światowej w byłej już twierdzy mieściły się obozy jenieckie – przetrzymywano tutaj m.in. Charles’a de Gaulle’a. Podobną funkcję pełniła twierdza w okresie powstań śląskich – w 1921 w Forcie Ziemnym przetrzymywano powstańców.
W 1918 Obwałowania Kolejowe przekształcono w park, a kazamaty na kolejne magazyny. W latach 1926–1934 wyburzono część Obwałowań Jerozolimskich wewnętrznych, a forty I, II i III zamieniono na magazyny broni i amunicji.
Podczas II wojny światowej w Nysie umieszczono filię obozu Gross-Rosen. Miasto pod koniec wojny ponownie stało się twierdzą (Stadt und Festung Neisse), ale nie zapobiegło to zdobyciu jej przez Armię Czerwoną w 1945. W tym momencie historia Nysy jako pruskiej i niemieckiej twierdzy dobiegła końca.

## Twierdza Nysa współcześnie

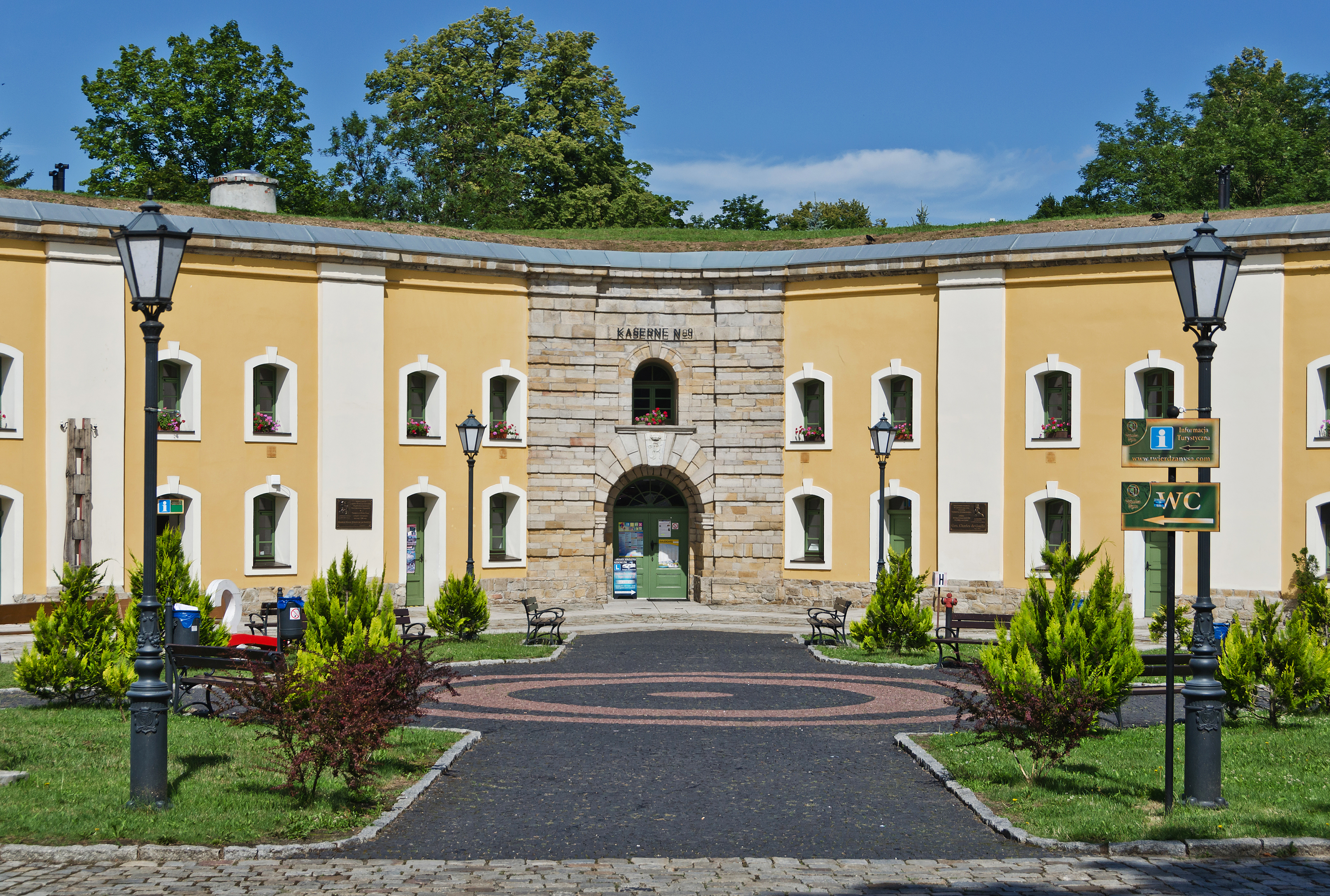
Fragment bastionu św. Jadwigi po renowacji

Mimo wieloletnich powojennych zaniedbań i zniszczeń ocalały zespół twierdzy zachował się w dość dobrym stanie. Jest czytelny w terenie i jest pomnikiem linii unikatowych lub nowatorskich dzieł i rozwiązań w dziedzinie sztuki fortecznej. Od kilku lat w Nysie działa oddział Towarzystwa Przyjaciół Fortyfikacji, którego celem jest opieka nad twierdzą. Obiekty forteczne poddaje się rewitalizacji i ochronie. Sytuację utrudnia fakt, że niektóre budowle forteczne pełnią obecnie różne funkcje gospodarcze i należą do różnych właścicieli.
W twierdzy odbywają się inscenizacje historyczne – Bitwa o Nysę (w lipcu lub sierpniu podczas Dni Twierdzy Nysa) z udziałem grup rekonstrukcyjnych z Polski i zagranicy.
Gmina Nysa podjęła się rewitalizacji wybranych obiektów fortecznych. Wykonano odbudowę i renowację Fortu Wodnego i jego uzbrojenie w niezbędną infrastrukturę medialną. Fort jest atrakcją turystyczną i zapleczem Parku Miejskiego. Z kolei w Bastionie św. Jadwigi urządzono centrum kulturowo-usługowo-handlowe. Ponadto w bastionie został utworzony punkt informacji turystycznej o Nysie i Twierdzy Nysa oraz trasa wystawowa. 28.07.2021r. Uruchomiony został przez miasto Wirtualny Spacer przedstawiający szlak forteczny, który przedstawia w panoramach wszystkie obiekty forteczne na tym szlaku, można w nim łatwo znaleźć interesujące obiekty, obejrzeć je z ziemi i z lotu ptaka. 

## Zespoły i obiekty Twierdzy Nysa

### Wieża Bramy Wrocławskiej
Wzniesiona w XIV wieku, przylega do niej zachowany fragment kamiennego muru miejskiego.
Obecne zwieńczenie wieży ma charakter zarówno dekoracyjny, jak i obronny; nad strzelnicami artyleryjskimi wybudowana została manierystyczna attyka z licznymi elementami ozdobnymi.

### Wieża Bramy Ziębickiej
Druga z zachowanych wież obronnych Nysy. Wzniesiona w stylu gotyckim, kilkakrotnie przebudowywana i podwyższana, nie zatraciła jednak pierwotnych cech stylowych. Posiada zwieńczenie w formie krenelaża.

### Pozostałości zamku biskupów wrocławskich
Z istniejącego w latach 1260–1842 silnie ufortyfikowanego dworu biskupiego
zachowała się do obecnych czasów wieża mieszkalna, gotycka baszta i fragment murów obronnych.

### Bastion św. Jadwigi

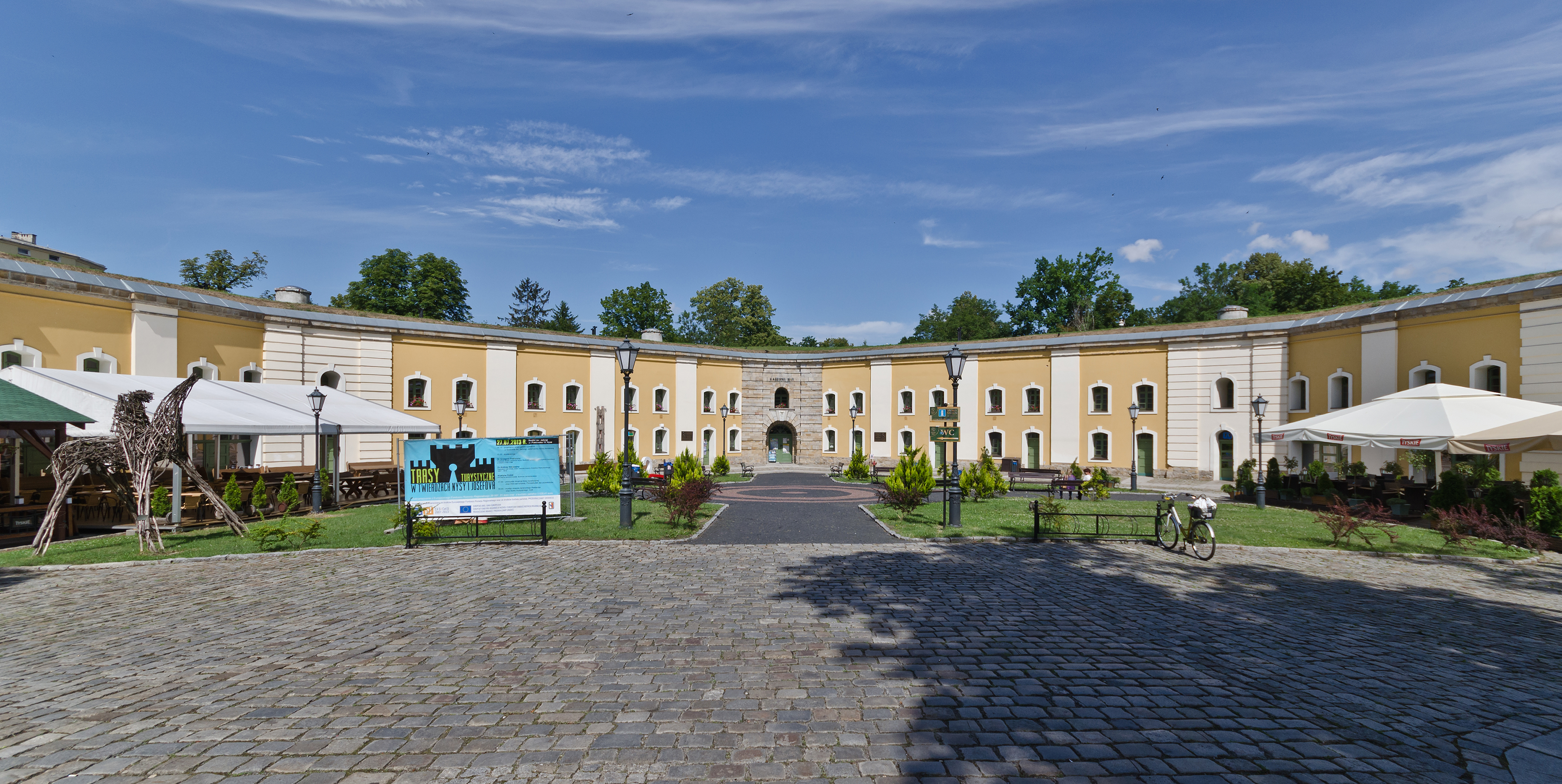
Bastion św. Jadwigi

Bastion św. Jadwigi (Bastei der Hl.Hedwig) to pozostałości umocnień habsburskich – jeden z 10. istniejących wówczas bastionów. Do 1758 na dziedzińcu bastionu istniał budynek, prawdopodobnie magazyn sprzętu artyleryjskiego. Przebudowany przez Prusaków w latach 1771–1774 – wówczas powstały zachowane do dziś dwukondygnacyjne kazamaty kamienno-ceglane, częściowo przekryte zewnętrznym nasypem otaczającym pięcioboczny dziedziniec. W okresie pruskim oficjalnie był określany Bastionem X. W 1807, podczas oblężenia przez wojska napoleońskie, funkcjonowało w nim laboratorium, przygotowujące amunicję. W 1870 był więzieniem dla kilkuset francuskich jeńców. W latach 1878–1887 pełnił funkcję koszar nr 9, po I wojnie światowej sprzedano go w prywatne ręce.
Położony w centrum miasta, ograniczony ulicami Forteczną, Wincentego Pola, Piastowską i Armii Krajowej. W ostatnich latach przeszedł gruntowną renowację, która skończyła się 10 maja 2008.

### Fort Wodny

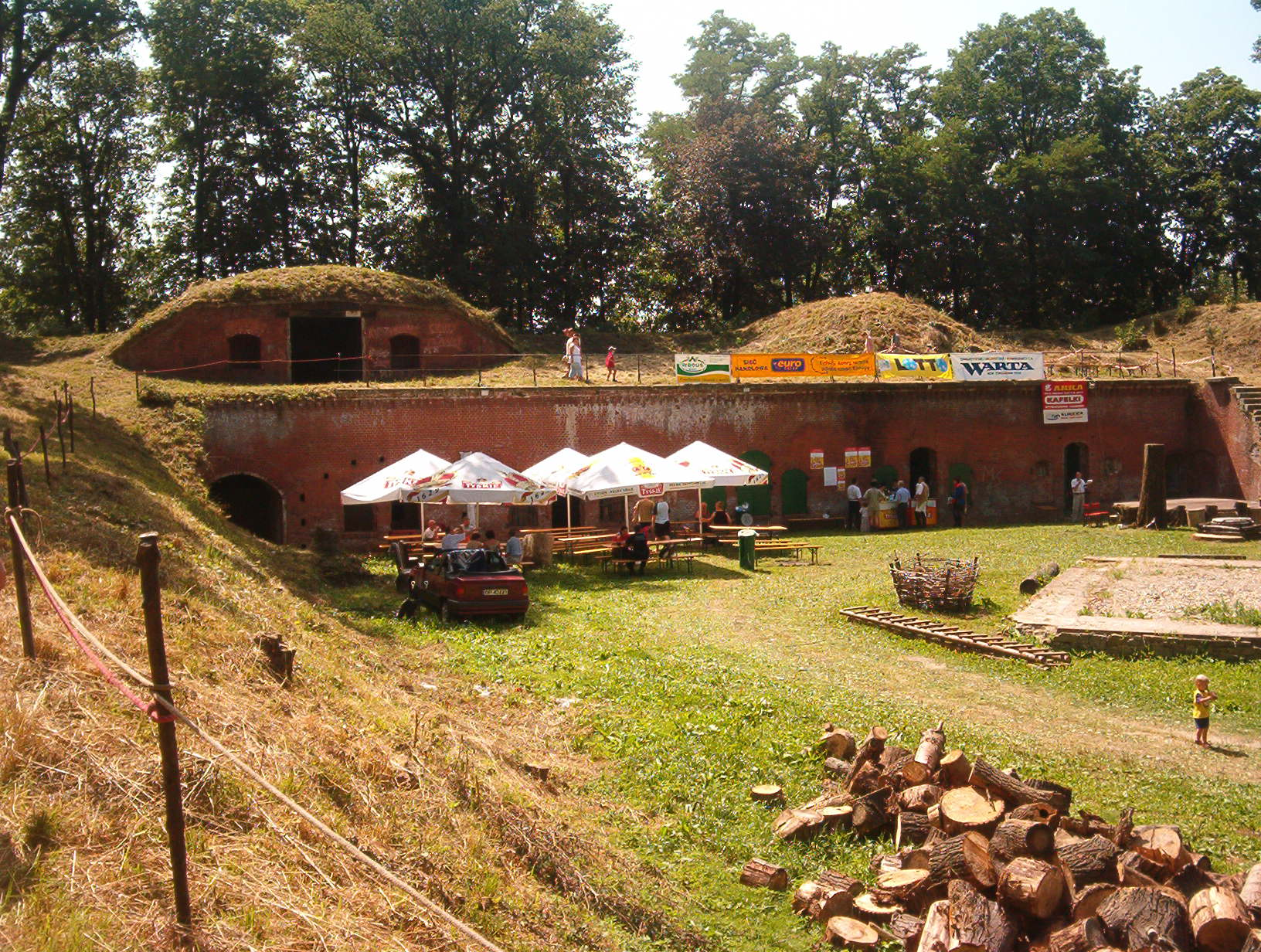
Fort Wodny podczas Dni Twierdzy w 2005

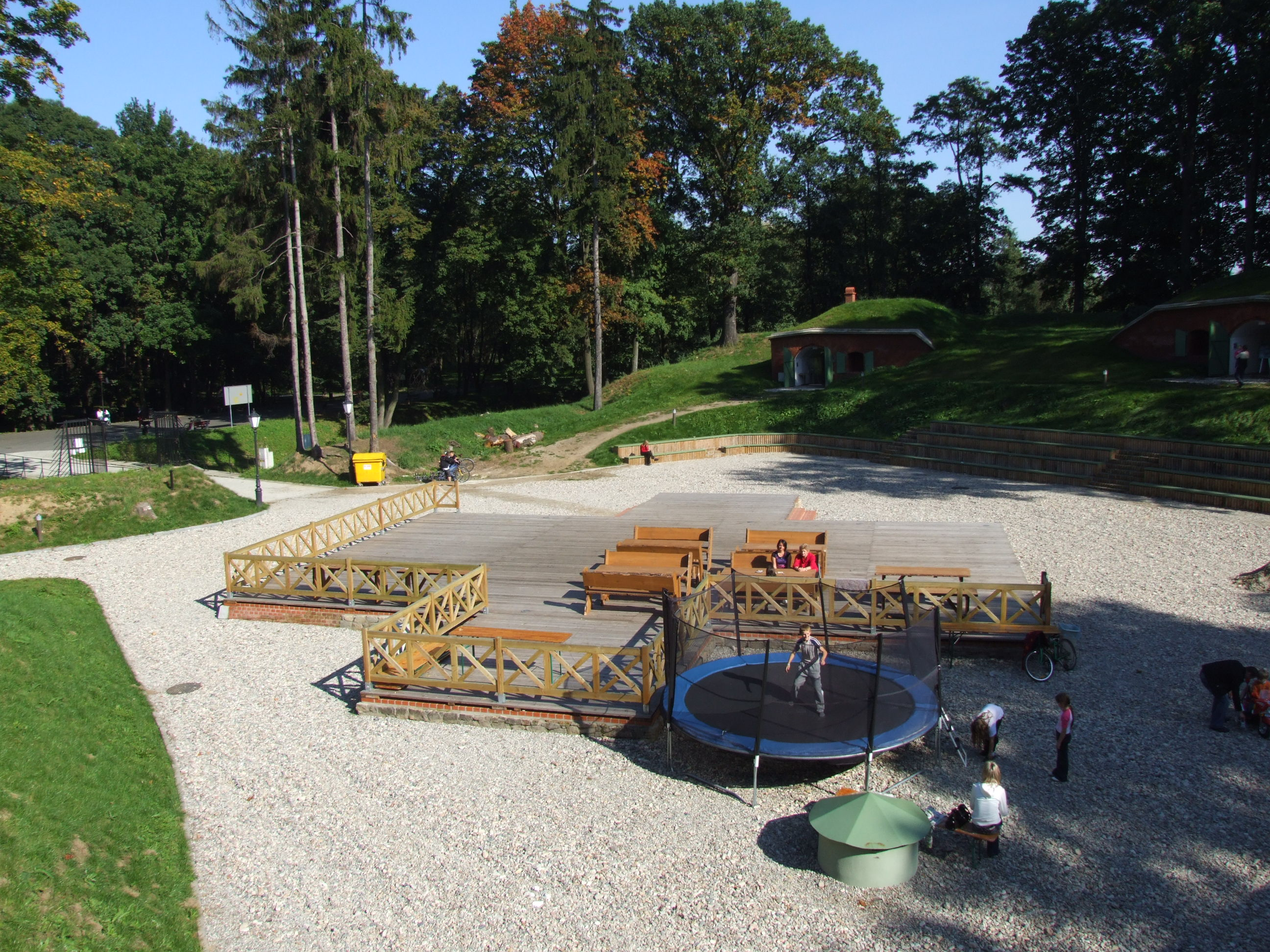
Fort Wodny po zakończeniu prac renowacyjnych

W przeszłości był określany również jako Fort Blockhauzschanze lub Fort Blockhaus. Wybudowali go Austriacy w 1741, krótko przed oblężeniem Nysy przez wojska pruskie. Początkowo służył jako prosty szaniec palisadowy, otoczony wodą i wysunięty przed umocnienia twierdzy. W 1745 Prusacy przebudowali go na fort wodny w formie lunety. W 1807 został zdobyty przez wojska Wirtembergii, walczące u boku Napoleona I., i zniszczony. Odbudowano go w 1809, pod kierownictwem kapitana inżynierii Schultza. W latach 1878–1880 miała miejsce ostatnia przebudowa na jednowałowy fort piechoty i artylerii. Od 1910 był magazynem amunicji.
Fort wspomagany był przez Fleszę Nową i prowizoryczne Dzieło „B” (nieistniejące obecnie). Bronił obniżony teren między nim a wschodnim skrajem obwarowań, na którym znajdowały się młyny zbożowe, magazyny prochowe i zakłady zbrojeniowe garnizonu twierdzy.
Zlokalizowany jest w parku miejskim; w maju 2008 zakończyła się jego gruntowna renowacja i rekonstrukcja. Obecnie z fortu korzystają harcerze z nyskiego hufca. Kompleks należy do Nyskiego Domu Kultury.

### Reduta Kapucyńska i Kardynalska
Wybudowane jako bliźniacze obiekty w latach 1743–1746. Reduta Kapucyńska położona jest na lewym, a Kardynalska na prawym brzegu Nysy Kłodzkiej. Zadaniem redut była osłona zachodnich umocnień Nysy i Friedrichsstadt, a także obrona wałów na lewym brzegu rzeki.
Reduta Kapucyńska już od 1820 zastępowana Obwałowaniami Wysokimi, stopniowo wyburzana. Najpierw służyła jako magazyn, w 1910 w południowo-wschodnim narożniku kwadratu reduty wybudowano kasyno oficerskie. Po II wojnie światowej ścięto część przeciwległego narożnika. Zachowały się 2 prawie całe boki i 2. połowy boków reduty, a także budynek kasyna. Nasypy wałowe zostały splantowane.
Położona jest na ulicy Szlak Chrobrego. Użytkowana była przez Fabrykę Samochodów Dostawczych w Nysie, obecnie nieużytkowana i zarośnięta.
Położona na prawym brzegu Nysy Kłodzkiej Reduta Kardynalska, zbudowana na planie kwadratu z kolistym dziedzińcem, otoczonym kazamatami. Mury reduty i sklepienia kazamatów przekryto wałami ziemnymi. W przeszłości otoczona fosą tworzącą wyspę na rzece. Fosę później zasypano. Reduta zaniedbana z powodu niedostępności bagnistego terenu.
Znajduje się na ulicy Wyspiańskiego i jest w lepszym stanie technicznym niż reduta Kapucyńska. Otoczenie uporządkowane.

### Fort Prusy

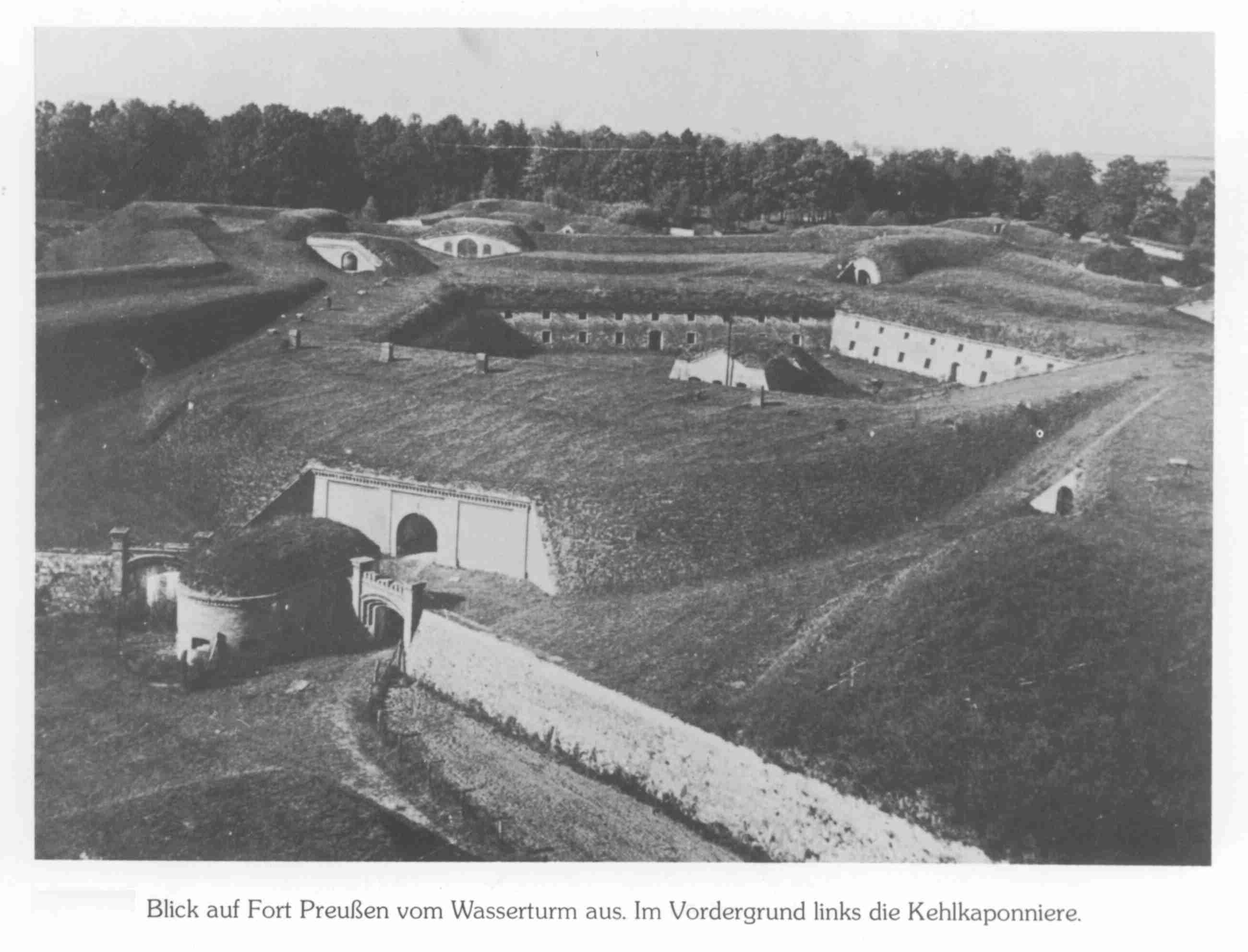
Fort Prusy na starej fotografii

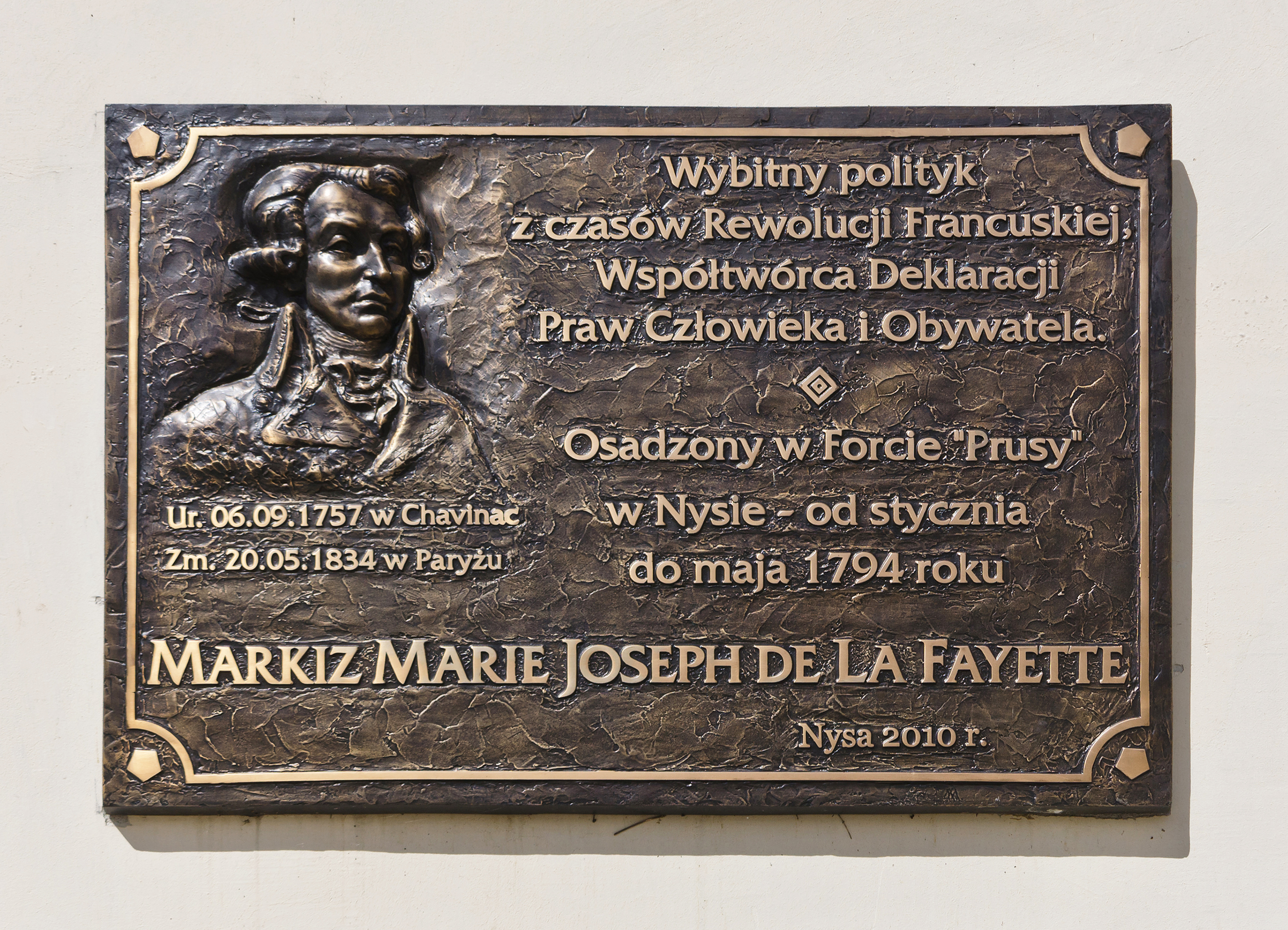
Tablica pamięci La Fayette, w Twierdzy Nysa

Fort Preußen wzniesiono na wzgórzach, na północnym brzegu Nysy Kłodzkiej. Zabezpieczał tereny, z których można było prowadzić ostrzał miasta.
Budowę rozpoczęto w latach 1743–1745. Dwadzieścia lat później rozbudowano system chodników przeciwminowych i wzniesiono 3 flesze (Le Grand, Lefevre, Diericke). W II połowie XIX wieku prowadzono pracę przy obwałowaniach, przebudowano też stoki bojowe. Od 1859 służył jako koszary, później więzienie, a od 1914 jako magazyn sprzętu wojskowego. W czasie I wojny światowej przed bramą wzniesiono monumentalną wieżę wodną, niszcząc przyległe nasypy ziemne. W okresie międzywojennym w dolnej części budowli znajdowała się hala pamięci ku czci mieszkańców Nysy poległych w czasie I wojny światowej. Udostępniono także taras widokowy.
Główny zarys obwałowań to pięcioramienna gwiazda, wewnątrz której wznosi się pięciobok dwukondygnacyjnych kazamatów, osłoniętych od góry i od zewnątrz nasypem ziemnym. Kleszcze fortu otoczone były suchą fosą osłaniało 5 rawelinów: trzy o narysie bastionowym: Pommern, Halberstadt i Mark, i dwa o narysie kleszczowym: Magdeburg i Westfalen. Razem z 5. przeciwstrażami tworzyły ciągłe pasmo obwałowań zewnętrznych z przerwą przy bramie wjazdowej.
Cztery boki zabezpieczono systemem chodników przeciwminowych (z wyjątkiem boku osłoniętego obwałowaniami Friedrichstadt). W forcie znajdowały się trzy studnie: główna na dziedzińca (głęboka na 25-32 metry), za szyją rawelinu Pommern i przed prawym licem Ostra I.
W XXI wieku fort został częściowo wyremontowany, usunięto także sporo rosnących w nim drzew. Wykonano też roboty budowlane zabezpieczające fortyfikację. W suchej fosie okalającej fort, zbudowano utwardzoną ścieżkę pieszo–rowerową. Dojazd jest możliwy od ulicy Obrońców Tobruku, wejście od wieży ciśnień.  

### Fort I
Wybudowany jako prowizoryczny w latach 1865–1866 i dopiero na początku lat 70. XIX wieku przebudowany na fot stały. Zadaniem fortu była ochrona linii kolejowej. Konstrukcyjnie podobny do Fortu II; ma nasyp w postaci czworobocznej lunety z wklęsła ścianą szyjową. Suchą fosę osłaniają cztery kaponiery. Pod wałami znajdują się kazamaty koszarowo-gospodarcze; nie posiadał chodników przeciwminowych. W przeszłości do bramy wjazdowej można się było dostać przez most nad fosą, a dzisiaj przez nasyp.
Od 1934 służył jako zaplecze socjalne nyskiego garnizonu. Jeszcze do niedawna użytkowany był przez wojsko. Znajduje się na ulicy Orląt Lwowskich.

### Fort II

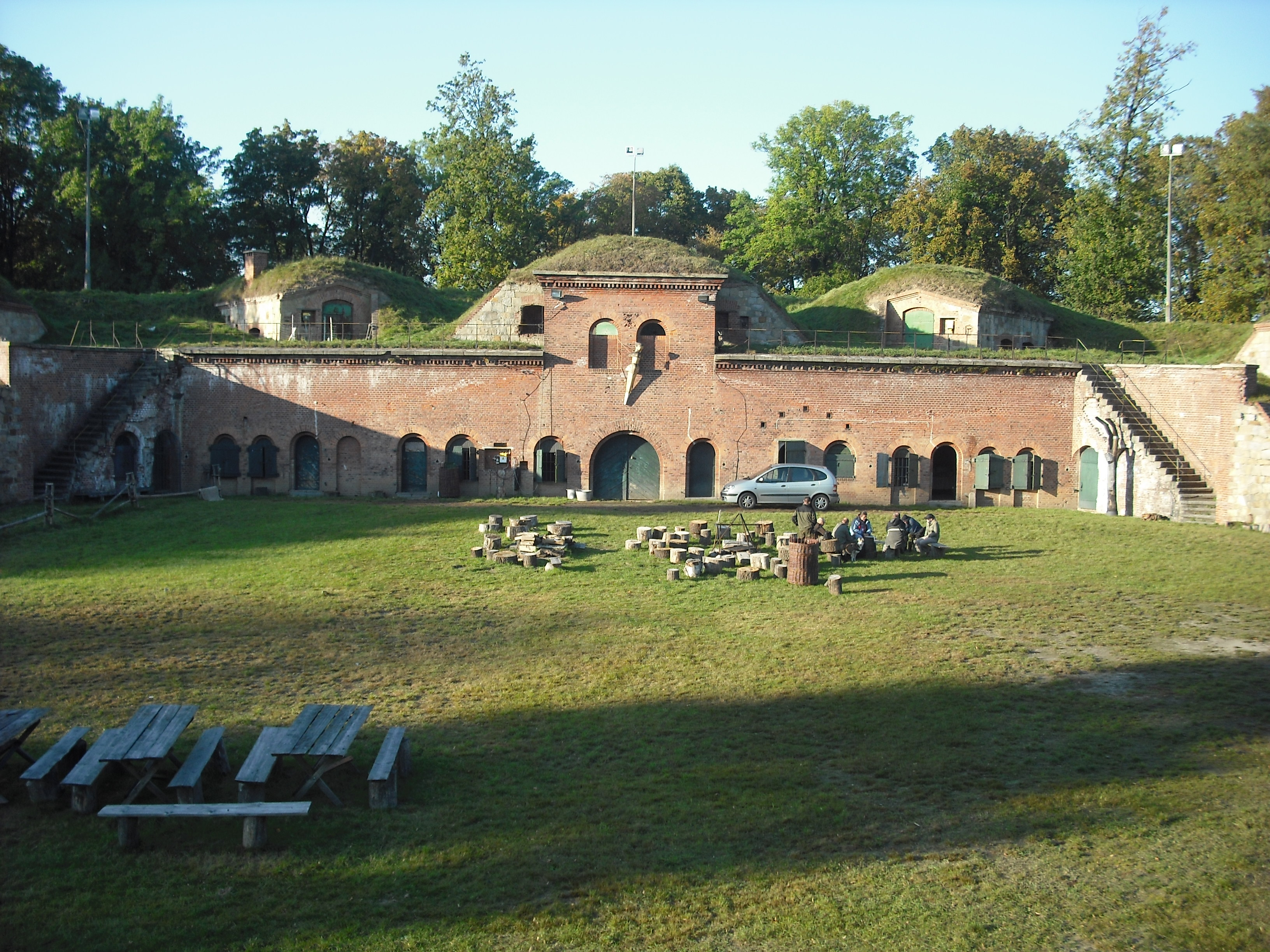
Dziedziniec Fortu II w Nysie

Nazywano również Fortem Regulickim powstał w tym samym czasie co Fort I i ma podobny zarys czworobocznej lunety z wklęsłą ścianą szyjową, otoczone przez cztery kaponiery chroniące suchą fosę.
Historia
Zbudowany w latach 1865–1866 jako dzieło prowizoryczne. Przebudowany w latach 1871–73 na fort stały, z przeznaczeniem osłony linii kolejowej. Od 1934 r. przeznaczony został na magazyn sprzętu wojskowego. Od 1934 był magazynem sprzętu wojskowego i taką funkcję pełnił także przez wiele lat po wojnie.
Położony jest ok. 250 metrów na północny zachód od Fortu I.

### Fort III
Podobnie jak Forty I i II, zbudowany w latach 60. XIX wieku w celu osłony linii kolejowej. W latach 1875–1878 przebudowano go na fort stały, a kolejna rozbudowa miała miejsce w latach 1881–1883. Zbudowany jest na narysie lunety czworobocznej, zamkniętej od tyłu niskim załamanym kleszczowo wałem szyjowym, flankującym bramę wjazdową. Otoczony jest fosą (wypełnioną wodą). W przeszłości nad fosą znajdował się most, łączący fort z ukrytą drogą, znajdującą się nad przeciwskarpą. Obecnie jest tam grobla. Droga prowadzi do bramy w formie przecięcia wału szyjowego, osłoniętej blokhauzem wartowniczym.
Podobnie jak Forty I i II jest to fort jednowałowy dla piechoty i artylerii. W przeszłości znajdowało się w nim około 35 dział. Na dziedzińcu znajduje się budynek, przekryty nasypem ziemnym, który pełnił funkcje koszarowe i magazynowe. Od 1934 fort służył jako magazyn amunicji i broni.
Położony jest na ulicy Nowowiejskiej i użytkowany jako magazyn. Istniały plany zabudowy fortu.

### Flesza Nowa
Flesza Nowa (Neue Flesch) zlokalizowana jest na terenie Parku Miejskiego, przy ulicy Powstańców Śląskich. Zbudowano ją w 1849, przy narożniku sztucznego stawu z 1839 (częściowo zachował się do dziś). Miała chronić młyn prochowy, położony między stawem a kanałem rzeczki Białej.
Była to niewielka luneta, zbudowana na planie trójkąta. Dziedziniec otoczony był wałem ziemnym bez kazamatów (od frontu) i niskim murem szyjowym (od tyłu). Na środku stał niewielki budynek. Flesz Nowa była otoczyła  fosą, połączoną ze stawem. W 1935 włączona w teren parku z czasem uległ zatarciu i wyróżnia się jedynie jako foremne wzniesienie.

### Obwałowania Jerozolimskie zewnętrzne
Biegną od zachodniej przeciwstraży Fortu Prusy, wzdłuż ulicy Otmuchowskiej. Jest to linia silnych umocnień zbudowanych przy pomocy korekcji terenu (głównie nasypów). Wybudowano je w latach 1767–1774 według projektu Lefevra i von Castillona – powstała wówczas m.in. Reduta Królicza (Kaninchen). Przebudowano je w latach 70. i 80. XIX wieku. Miały na celu wzmocnienie lewej flanki fortyfikacji górnych.
Najważniejsze obiekty i punkty:
- Reduta Królicza – samodzielna, wieloboczna reduta, otoczona wałem ze stanowiskami piechoty i artylerii. Pod wałami znajdują się kazamaty wartownicze i koszarowe, magazyny amunicji, galerie strzelnicze i studnia.
- Trawers Parkowy – sztucznie przedłużone i podwyższone wzgórze do 32. metrów
- Wysoki Trawers – sztuczny nasyp wybudowany dla osłony Wysokiej Baterii.
- Wysoka Bateria (Hohe Batterie) – sztucznie podwyższone wzgórze z otwartymi na wałach kazamatowych stanowiskami dla piechoty (w niższej części) i artylerii (w wyższej). Posiada dwa dziedzińce z dwukondygnacyjnymi kazamatami koszarowymi, mniejszymi kazamatami na schrony i magazyny oraz pomieszczenie ze studnią.
- Niska Bateria – prosty wał ze stanowiskami artyleryjskimi, skierowanymi w kierunku terenów zalewowych. Zachował się jeden z dwóch osłoniętych ziemią magazynów amunicji.
- Brama Jerozolimska zewnętrzna (nieistniejąca).

### Obwałowania Jerozolimskie wewnętrzne
Biegnące od Reduty Jerozolimskiej ulicą Ujejskiego i Mieczysława I do rzeki przy górnej śluzie. Zbudowano ją w latach 1742–1756, rozbudowano w 1790 i 1864, ale po 1888 straciła na znaczeniu. Na przełomie lat 20. i 30. XX wieku w większości została zburzona – zachowała się tylko Reduta Jerozolimska z wałem od strony południowej, który styka się z obwałowaniami powodziowymi. Obwałowania miały osłaniać od zachodu Friedrichsstadt na odcinku od Fortu Prusy do rzeki.
Samą Redutę Jerozolimską zbudowano w latach 40. XVIII wieku, a w czasie wojny prusko-francuskiej w 1870-71 zbudowano baraki lazaretu. Po I wojnie światowej przeznaczona na cele gospodarcze, a po II wojnie światowej przebudowana na stadion sportowy.
Składała się z wału z suchą fosą (w części dolnej nadrzecznej wypełnionego wodą) i dwóch samodzielnych dzieł wzmacniających.

### Obwałowania kolejowe
Położone są od ulicy Mazowieckiej do Jagiellońskiej, między ulicą Bolesława Śmiałego i Jagiełły.
Powstały w 1875, kiedy w związku z przeniesieniem dworca kolejowego na prawy brzeg rzeki wyburzono stare obwarowania zewnętrzne od strony wschodniej. Ich początkiem był wał przeciwstraży nadbrzeżnych, wzmocniony „Baterią Szyjową”. Następnie wał przecinały tory kolejowe i śluza, która doprowadzała wodę do fosy, a za nią znajdowały się wschodnie bastiony VIII, IX, X i XI z trzema kurtynami oraz bastiony południowe VII i VIII, których kurtyna była przecięta linią kolejową. Front bastionowy, wzmocniony wałami dla artylerii i piechoty, posiadał wiele schronów i trawersy na tych wałach, a pod nimi kazamaty. Całość była osłaniana od zewnątrz fosą z ukrytą drogą i placami broni.
W latach 1910–1921 zburzono obwałowania nadrzeczne, a główna linia bastionów z fosą i przeciwstokiem zachowała się jedynie jako fragment zieleni parkowej, z upływem czasu coraz bardziej dewastowanej i zabudowywanej (m.in. garażami, ogródkami działkowymi). Dzisiejsza ulica Bolesława Śmiałego to dawna droga forteczna, za którą zachował się magazyn amunicji, przekryty nasypem ziemnym. Kazamaty koszarowe po I wojnie światowej służyły jako magazyny i zaplecze gospodarcze.

### Obwałowania Wysokie
Zlokalizowane w pobliżu ulicy Słowiańskiej, na linii około 1200 metrów, złożonej z 5 bastionów i 4 kurtyn. Wzniesiono je w latach 1774–1791, a rozbudowano i uzupełniono w latach 60. XIX wieku. Składały się z 3 części: Obwałowań Wysokich, Rogatki Ceglarskiej i Rogatki Grodkowskiej (zbudowane w 1786).
Bastiony w Obwałowaniach Wysokich otrzymały nazwy dawnych redut (Kaplicznej i Kapucyńskiej), które przebudowano: bastion Kapliczny (Bastion Kapellen), Kurtyna i bastion Place d’Armes (dawna reduta Górna Kapucyńska), Kurtyna i bastion Regulicki (Bastion Rieglitz), kurtyna i bastion Morawski (Bastion Mähren), kurtyna i bastion Grodkowski. Po tym ostatnim zachował się tylko lewy bark, resztę zburzono w 1929.
Obwałowania Wysokie miały być osłoną przedmieścia Zawodzie, położonego na zewnątrz starszych Obwałowań Kapucyńskich.
Do dzisiaj zachowała się (jako jedyna w Nysie) brama Ceglarska (Ziegeltor), mająca formę przecięcia w wale kurtyny, z kazamatami dla straży i wnękami dla posterunków. Od strony miasta biegnie wzdłuż całego obwałowania droga forteczna, która obsługiwała magazyny amunicji i prochy zbudowane po obu jej stronach. Całość zachowanych obwałowań to około 85% ich pierwotnego stanu; stan zachowania określa się jako dobry. Teoretycznie należały do wojska, w praktyce użytkowane były przez osoby prywatne, co prowadziło do wielu dewastacji – pomieszczenia przy bramie są adaptowane na chlewiki, zdarto żeliwne napisy nad bramą, teren jest przegradzany na nielegalne ogródki działkowe, a niektóre magazyny amunicji przy drodze fortecznej zburzono się pod budowę bloków. Obecnie (2021) teren obwałowań został zagospodarowany i zrewitalizowany, wytyczono ścieżki spacerowe.

### Przeciwstraże kleszczowe
Są jednymi z najstarszych konstrukcji pruskich – powstały w latach 1742–1745 od obecnej ulicy Jagiellońskiej, pomiędzy ulicą Mickiewicza i Żwirki i Wigury do Parku Miejskiego. Ich celem było wzmocnienie obrony austriackiego pasma obwarowań Nysy. Do czasów obecnych zachowały się pojedyncze relikty.
Składały się z trzech pierścieni:
– pierwszy, zbudowany w miejscu dawnej drogi ukrytej, w którego skład wchodziły raweliny osłaniające kurtyny i przeciwstraże przed bastionami. Całość osłonięta była fosą środkową.
– drugi, złożony z przeciwstraży kleszczowych, wzmocnionych redanami i lunetami osłonięty fosą zewnętrzną. Do dzisiaj przetrwały zdeformowane fragmenty kleszczów zewnętrznych i resztki fleszy Prudnickiej i Bialskiej.
– trzeci pierścień był drogą ukrytą z placami broni i samodzielnymi fleszami. Szczególnie była rozbudowa od strony wschodniej i południowej.